# 高嶺愛花
高嶺愛花（日语：／）是科樂美出品的戀愛模擬遊戲《LovePlus》及其續作、衍生作品的女主角之一，由早見沙織配音。遊戲中的高嶺愛花是主人公的同級同學和網球部的隊友，才貌雙全，又擅長網球的她由於性格認真，被同學們視爲難以接近的「高嶺之花」。然而，在認識了主人公後，愛花逐漸展現出了自己真實的一面。:8

## 人物設定

### 角色设计
高嶺愛花的姓氏「高嶺」源於「高嶺之花」一詞，名字「愛花」則與日語中表示「中間」的「真中」（まなか）一詞同音，因其年齡位於另外兩位女主角之中。根據負責《LovePLus》角色設計和插畫的畫家三野太郎（2015年離開科樂美後以箕星太朗的筆名活動），愛花的設計要點爲她的馬尾辮，「在2D環境中它是隱藏的，但在3D環境中，可以從不同的角度看見它。此外，我認爲（馬尾辮）根據動作搖晃和傾斜會很可愛。」有人認爲愛花頭上的絲帶太大了，而三野太郎認爲這樣正好。:51

### 角色故事
高嶺愛花是十羽野高中二年級學生，與遊戲男主角（玩家操控）同級。出生於有錢的醫生家庭的愛花，成績名列前茅，又是學校網球部的王牌選手，展現出了才貌雙全的大小姐形象。然而，她過於認真的性格給了旁人難以親近的印象，使她成爲男生眼中無法企及的「高嶺之花」，而女生們也與她保持着一定的距離。儘管初次見面時愛花略顯固執的反應有些令人在意，她的真實的自我在認識了主人公後得到了展現。

### 配音
角色的配音演員早見沙織在爲系列首作配音時爲在讀高中生，每週一次在放學後前往錄音室參與持續約五小時的錄製。根據早見的回憶，當時的臺詞腳本厚得像一本電話簿。《LovePlus》製作人內田明理回憶，當時17歲的早見是當時參加試音的數十位聲優中最爲優秀的一位。試音中，內田將劇本交給聲優進行當場表演，早見出色的表演和理解能力給他留下了深刻的印象。
原定於2017年發佈，後於2019年10月開始運營，並在次年停止運營的智能手機遊戲《LovePlus EVERY》，同樣由早見沙織爲高嶺愛花配音，遊戲中不僅使用了前作的對白配音，也有聲優新錄製的超過五千句臺詞。

## 登場情況

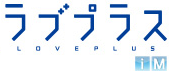
LovePlus iM标志，M为Manaka（爱花）首字母

2010年4月5日，科樂美數位娛樂發佈了適用於iPhone和iPod touch的《LovePlus i》系列的三款娛樂應用，分別對應《LovePlus》遊戲中的三位女主角，高嶺愛花登場於《LovePlus iM》中。這款應用搭載了增強現實攝影和日曆等功能，後又進行了更新，增加了一些功能，比如可以與《LovePlus》的續作《LovePlus+》進行聯動。

### 其他登場
- 任天堂DS遊戲《涂鸦冒险家》日版（由科樂美發行）中，可以通過輸入名字的方法召喚出高嶺愛花在內的部分科樂美旗下人氣角色。[14]
- 2018年9月22日，科樂美宣佈旗下遊戲《實況野球》與《LovePlus》系列合作，包括愛花在內的三位女主角將出現在智能手機版《實況野球》遊戲中。[15]同年12月18日，作爲這次合作的第一彈，愛花在《實況野球》中登場。[16]

## 反響和評價

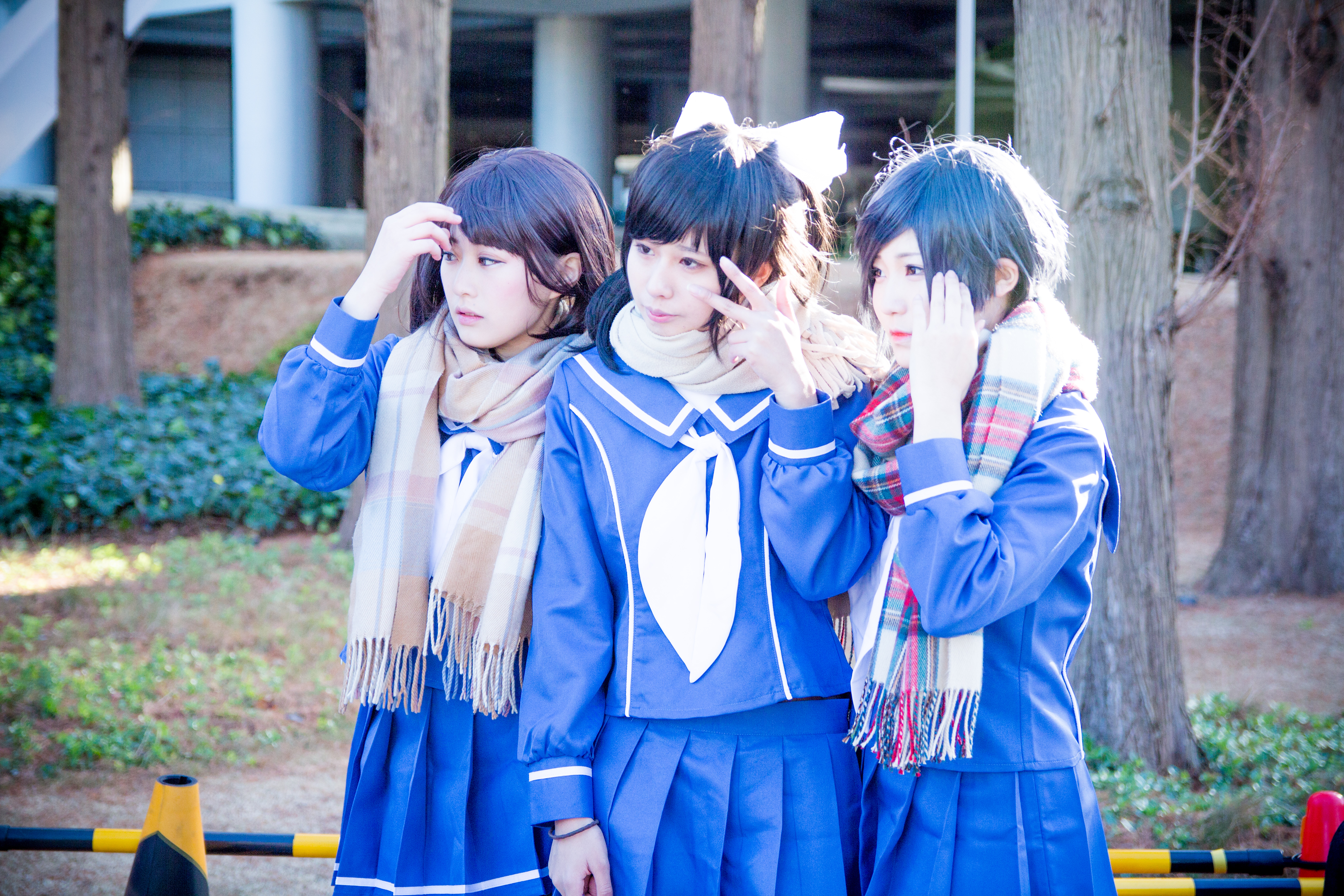
扮演成LovePlus三位女主角的角色扮演者，居中者扮演高岭爱花

2009年，高嶺愛花登上東京新聞通信社發行的電視情報雜誌《TV Bros.》10月3日號封面。2010年6月23日發售的《TV Bros.》6/26號再次以LovePlus三位女主角的插畫作爲封面，當時該雜誌分別在日本五個地區發行不同的版本，其中關東版、九州版和北海道版封面均爲高嶺愛花，關西版和中部版則分別爲小早川凛子和姊崎寧寧。
2012年《New LovePlus》發售前的2月6日，講談社發售遊戲內「閱讀月」活動中圖書委員推薦的三本書，由三野太郎繪製的高嶺愛花插圖被用作加拿大作家露西·莫德·蒙哥馬利的小說《綠山牆的安妮》的封面。圖書發行後，銷售情況相當不錯，講談社宣佈將再版，並會附贈明信片。

## 衍生產品

### 廣播劇
- ，2010年6月23日發售，[22]JAN：4517331002468

## 外部鏈接
- 高嶺愛花聲優早見沙織專訪 （页面存档备份，存于）
- New LovePlus+宣傳視頻（愛花版） （页面存档备份，存于）